# Carmen Gloria Quintana
Carmen Gloria Quintana Arancibia (Santiago, 3 de octubre de 1968) es una psicóloga y activista chilena. En 1986 sufrió graves quemaduras, llevadas a cabo por una patrulla militares de la dictadura de Augusto Pinochet, durante una manifestación en contra de este régimen. Junto a ella y rociados con un acelerante, fue también  quemado el joven Rodrigo Rojas de Negri, quien posteriormente falleció como consecuencia de los hechos. Dichos eventos son conocidos en Chile como el «Caso Quemados». Durante el segundo gobierno de Michelle Bachelet se desempeñó en el cargo de agregada científica en la embajada chilena en Canadá.

## Caso Quemados

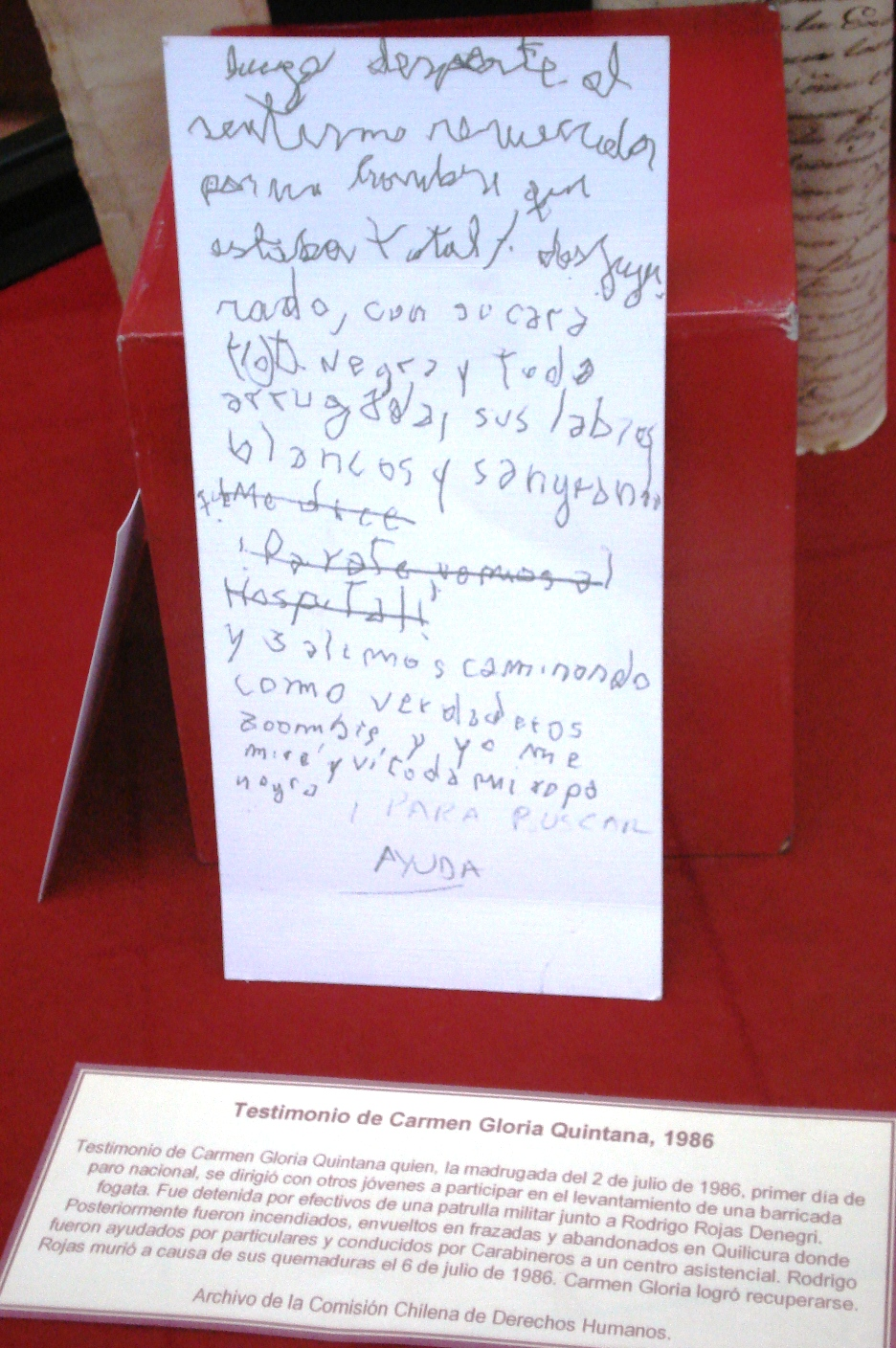
Testimonio manuscrito de Carmen Gloria Quintana del atentado en su contra (Colección del Archivo Nacional de Chile).

A las 8 de la mañana del día 2 de julio de 1986, ella fue parte de un pequeño grupo de personas que estaba preparando una barricada en el barrio de Los Nogales, en la comuna de Estación Central de Santiago.
Aquel día se realizaba una protesta nacional contra la dictadura de Augusto Pinochet. El grupo llevaba 5 neumáticos usados y un galón de parafina (kerosene) para formar una barricada. El grupo fue interceptado por una patrulla militar que se encontraba despejando barricadas en el área de la Avenida General Velásquez. Todos lograron escapar menos ella y Rodrigo Rojas de Negri, un joven fotógrafo. La patrulla, comandada por el teniente Pedro Fernández Dittus, estaba compuesta por 3 civiles, 5 suboficiales y 17 soldados.
Al intentar escapar de la patrulla militar, fueron detenidos. Rodrigo Rojas fue golpeado y Carmen Gloria Quintana fue registrada. Los militares recuperaron la parafina que los manifestantes habían llevado, la usaron para rociar a los detenidos y se les prendió fuego. Estando ambos jóvenes en llamas e inconscientes, miembros de la patrulla los envolvieron en mantas, los cargaron en un vehículo militar y los condujeron a un camino aislado en las afueras de Santiago, a más de 20 kilómetros de distancia. Allí, en una zanja de regadío que estaba seca, los arrojaron y los dejaron para que murieran. Sin embargo, Quintana y Rojas De Negri habían recuperado la conciencia y caminaron hasta la carretera cercana para pedir ayuda. Intentaron hacer que algún auto se detuviera sin éxito. Eventualmente una patrulla de policía se detuvo, pero ambas víctimas no quisieron decir quién los había atacado por miedo a que los mataran. Después de un tiempo, la policía los trasladó hasta un consultorio, desde donde fueron derivados a la Posta Central.
Rodrigo Rojas murió cuatro días más tarde debido a sus heridas; Quintana fue trasladada al Hospital del Trabajador. Pese a las quemaduras de segundo y tercer grado que sufrió Quintana en un 62% de su cuerpo, con muchos dientes rotos –estuvo entre la vida y muerte durante semanas–, finalmente sobrevivió. Quintana se sometió a un largo tratamiento médico en Chile y Canadá, pero todavía tiene cicatrices que la desfiguran a consecuencia de sus quemaduras.

## Eventos posteriores
En 1987, durante la visita a Chile de Juan Pablo II, Carmen Gloria Quintana se reunió con el pontífice en las instalaciones del Hogar de Cristo en la ciudad de Santiago.
El 3 de enero de 1991 un tribunal militar encontró al oficial Fernández Dittus culpable de negligencia, por negarle asistencia médica a Rojas, pero le exoneró de cualquier responsabilidad en la incineración de Quintana. En 1993, la Corte Suprema condenó a Fernández Dittus a 600 días en prisión por su responsabilidad en la muerte por quemaduras de Rojas Denegri y las quemaduras serias recibidas por Quintana.

### Reapertura del caso en 2015

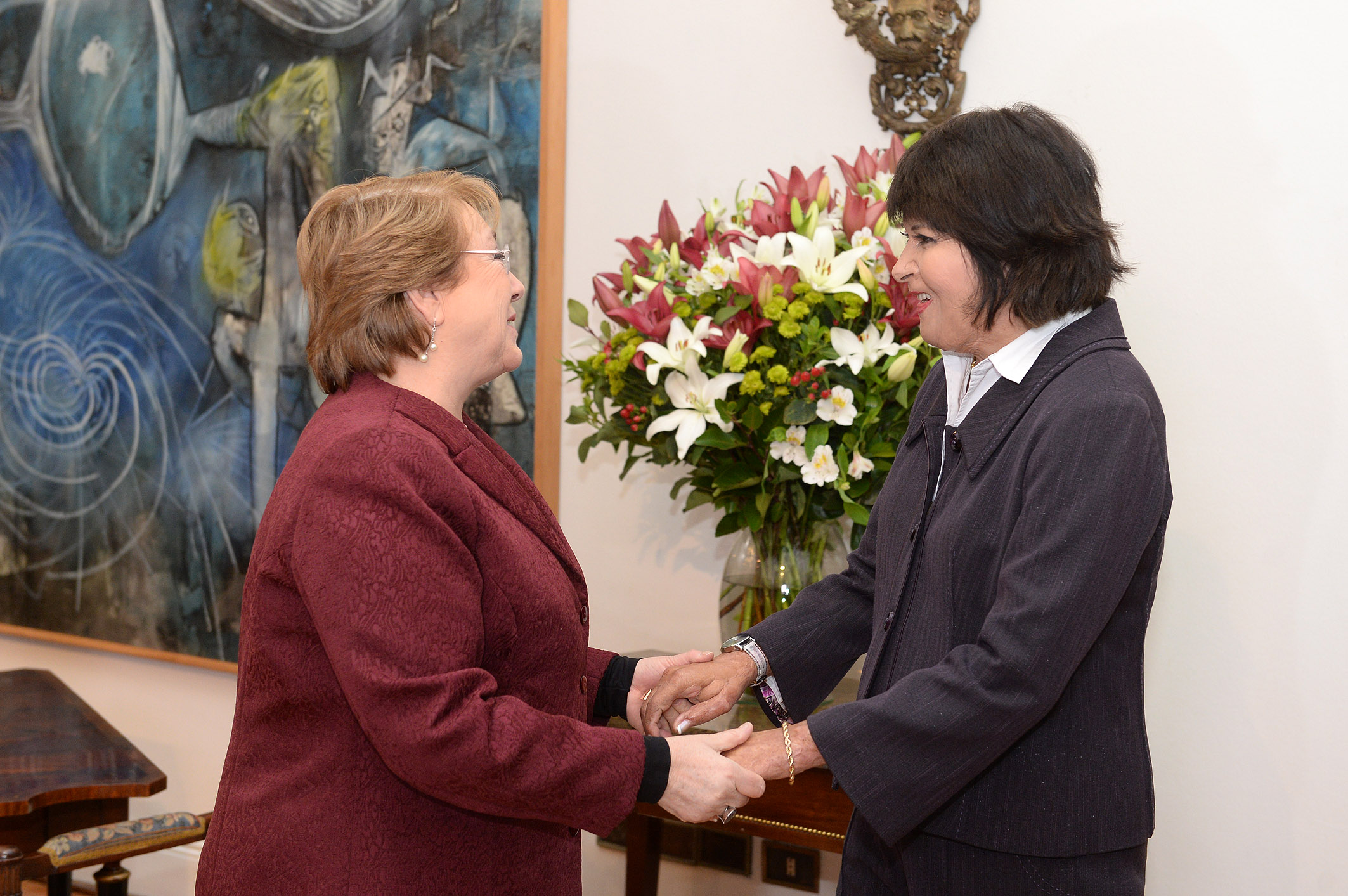
Carmen Gloria Quintana con la presidenta Michelle Bachelet tras la apertura del caso Quemados en 2015.

En julio de 2015 el ministro Mario Carroza dictó siete órdenes de detención en contra de funcionarios militares involucrados en el caso. La aparición de Fernando Guzmán como un testigo clave, quien fue uno de los conscriptos de la patrulla militar, brindó los antecedentes claves para avanzar en la resolución del caso. Dicho conscripto reconoció que, en ese momento, fue presionado a dar una declaración falsa a la justicia militar.

## Vida actual
En la actualidad, Carmen Gloria Quintana se desempeña como docente en la escuela de psicología de la Universidad Andrés Bello, específicamente en la ciudad de Viña del Mar. Su área de trabajo, tanto en la docencia como en la práctica profesional, se basa principalmente en la clínica con niños y adolescentes. Trabajó durante muchos años en el Hospital Gustavo Fricke de Viña del Mar y posteriormente en el Servicio Nacional de Menores.[cita requerida]
En 2014, durante el segundo gobierno de Michelle Bachelet, fue designada como agregada científica de Chile en Canadá.